# Jack Bobridge
Jack Bobridge (né le 13 juillet 1989 à Adelaide) est un coureur cycliste australien. Spécialiste de la poursuite sur piste, il a remporté le championnat du monde de poursuite individuelle en 2011 et le championnat du monde de poursuite par équipes en 2010 et 2011. De février 2011 à août 2018, il est détenteur du record du monde de la poursuite individuelle sur 4 000 mètres, avec un temps de 4 min 10 s 534. Sur route, il a notamment gagné deux fois le championnat d'Australie (en 2011 et 2016) et le championnat du monde du contre-la-montre espoirs en 2009. Souffrant de polyarthrite rhumatoïde, il met fin à sa carrière en 2016, à 27 ans.

## Biographie

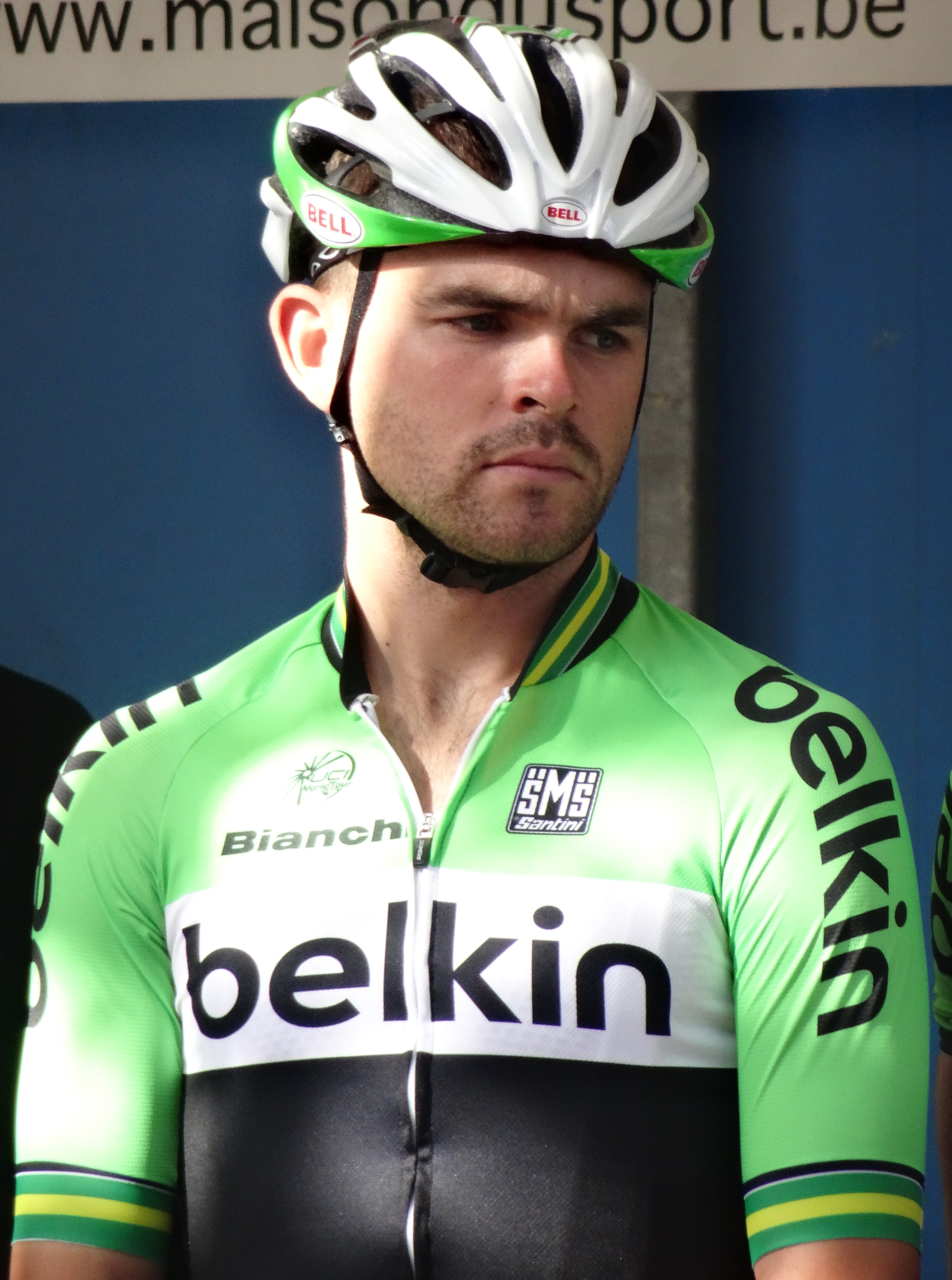
Jack Bobridge au départ de la 1re étape de l'Eurométropole Tour 2014

### Carrière
Jack Bobridge commence le cyclisme en compétition à l'âge de quinze ans.
Jack Bobridge souffre d'une polyarthrite rhumatoïde, diagnostiquée en 2010. Cette maladie dégénérative touchant les articulations ne l'empêche pas de poursuivre sa carrière, bien qu'elle provoque des douleurs certains jours.
Originaire de la piste ou il est notamment champion du monde de poursuite par équipes en 2010 (avec Cameron Meyer, Michael Hepburn et Rohan Dennis), il passe sur la route en 2008 où il devient notamment champion du monde du contre-la-montre espoirs. Après avoir signé dans l'équipe Garmin-Cervélo en 2010 devenue par la suite Garmin-Cervélo, il devient champion d'Australie en 2011.
En 2012, il s'engage avec l'équipe GreenEDGE nouvellement créée. Cette équipe, très liée avec la fédération australienne, lui permet de se consacrer à son principal objectif, l'épreuve de poursuite par équipes des Jeux olympiques de Londres. Il connait un début d'année difficile, une chute lors du championnat d'Australie contre-la-montre le contraignant à renoncer aux deux championnats nationaux sur route et au Tour Down Under. Après avoir disputé le Tour d'Italie, il est impliqué dans un accident de circulation et contrôlé ivre, en compagnie de Michael Hepburn. Admettant ses fautes, il n'est pas suspendu par la fédération australienne et peut participer aux Jeux olympiques. L'équipe d'Australie de poursuite, composée de Jack Bobridge, Glenn O'Shea, Rohan Dennis et Michael Hepburn, y obtient la médaille d'argent. Elle est battue en finale par l'équipe britannique, qui établit à cette occasion un nouveau record du monde.
En 2013, Jack Bobridge rejoint l'équipe néerlandaise Blanco, renommée Belkin en cours de saison. Au sein de cette équipe, avec laquelle il s'engage pour deux ans, il souhaite courir davantage sur route, et notamment se concentrer sur les courses à étapes. Il dispute notamment le Tour d'Italie en tant qu'équipier de Robert Gesink.
Après avoir remporté le championnat national de poursuite par équipes en début d'année 2014, Jack Bobridge effectue une saison sur route dont il juge lui-même que les résultats ne sont pas bons. En juillet, il participe aux Jeux du Commonwealth à Glasgow. Sur piste, il y obtient deux médailles d'or, en poursuite individuelle et par équipes.
En fin d'année, il signe un contrat avec l'équipe continentale australienne Budget Forklifts. Grâce aux liens existant entre cette équipe et l'équipe d'Australie d'endurance sur piste, il peut se préparer au mieux en vue des Jeux olympiques de 2016. Il commence sa saison 2015 par une troisième place lors du championnat d'Australie du contre-la-montre, puis par une victoire lors de la première étape du Tour Down Under, dont il est le premier leader. Le 31 janvier, il échoue dans sa tentative de record du monde de l'heure, en parcourant 51,300 kilomètres, soit 552 mètres de moins que Matthias Brändle. Par la suite, il glane deux médailles lors des championnats du monde de cyclisme sur piste organisés à Saint-Quentin-en-Yvelines.
À l'issue de la saison 2015, l'équipe Budget Forklifts disparaît. Jack Bobridge signe un contrat avec la formation Trek-Segafredo pour la saison suivante. Il fait de l'épreuve de poursuite par équipes des Jeux olympiques de Rio son principal objectif de 2016, et espère se montrer suffisamment convaincant sur route pour rester dans l'équipe en 2017. En début de saison, il remporte le championnat d'Australie sur route, et prend la quatrième place du Herald Sun Tour. Au printemps, il dispute pour la quatrième fois le Tour d'Italie et, pour la première fois, parvient à son terme, à la dernière place du classement général. En août, il dispute le tournoi de poursuite par équipes, avec Alexander Edmondson, Michael Hepburn, Sam Welsford. Quatrième temps des qualifications, ils sont deuxièmes du premier tour et se qualifient ainsi pour la finale. Ils y sont battus par le Britannique, qui battent le record du monde pour la deuxième fois au cours de ce tournoi. Médaillés d'argent, les Australiens établissent un nouveau record d'Océanie, avec un temps de 3 min 51 s 008 en finale. Malade puis épuisé par sa saison durant les semaines qui suivent, et désireux de retrouver sa famille après quatre mois d'absence, il déclare forfait pour le Tour de Grande-Bretagne et met un terme à saison.
Souffrant de polyarthrite rhumatoïde (diagnostiquée en 2010), Jack Bobridge décide de mettre un terme à sa carrière cycliste en novembre 2016.

### Records
Le 2 février 2011, il bat le record du monde de la poursuite individuelle sur 4 000 mètres, lors du championnat d'Australie de Sydney avec un temps de 4 min 10 s 534. Il efface le record de 4 min 11 s 114, détenu depuis 1996 par le Britannique Chris Boardman.
Lors des championnats panaméricains 2018, l'Américain Ashton Lambie crée la surprise en battant son record du monde de poursuite. Il bat de plus trois secondes le précédent record de Bobridge en réalisant 4 minutes 7,251 secondes.

### Après carrière et démêlés avec la justice
À l'issue de l'arrêt de sa carrière comme coureur professionnel, il ouvre une salle de sport à Perth. Le 24 août 2017, il est arrêté pour trafic de drogues et ventes de MDMA. Cette arrestation fait suite d'une longue enquête sur plusieurs mois et qui a conduit 61 personnes à être accusées dans le cadre de l'opération. Il risque une lourde peine de prison. En mai 2019, devant le tribunal, il avoue avoir pris des drogues, dont de l'ecstasy et de la cocaïne, avant certaines courses, lorsqu'il courrait en Europe entre 2010 et 2016.  Il est accusé d'avoir fourni des comprimés d'ecstasy à l'ancien coureur Alex McGregor entre mars et août 2017 - après son départ à la retraite de coureur. Le tribunal a appris que McGregor avait ensuite vendu les drogues à une personne qui s'était révélée être un agent de police infiltré. Bobridge a nié les accusations. En attendant le passage en justice, il travaille comme maçon. En juillet 2019, il est condamné à quatre ans de prison (avec possibilité de libération conditionnelle au bout de deux ans et demi) pour trafic de drogue,.

## Vie privée
Bobridge est marié avec la cycliste australienne Josephine Tomic avec qui, il a une fille. Le couple a vécu en Espagne jusqu'en 2016. Après la fin de sa carrière cycliste, ils ont déménagé à Perth en Australie, mais ont divorcé,.

## Palmarès sur route

### Par années
| - 2007 - 3e du Tour of the Murray River - 2008 - 3e du Tour de Tasmanie - 2009 - Champion du monde du contre-la-montre espoirs - Champion d'Australie sur route espoirs - Champion d'Australie du contre-la-montre espoirs - Grand Prix de Francfort espoirs - 4e et 6e étapes du Tour du Japon - 2e et 5e étapes du Tour de Thuringe - 7e étape du Tour du Gippsland - 3e du Tour de Thuringe - 2010 - 5e étape de l'Eneco Tour - Ruddervoorde Koerse | - 2011 - Champion d'Australie sur route - 2e du championnat d'Australie du contre-la-montre - 2e du Herald Sun Tour - 5e du championnat du monde du contre-la-montre - 2015 - 1re étape du Tour Down Under - 7e étape du Tour of America's Dairyland - 2e du Tour de Perth - 3e du championnat d'Australie du contre-la-montre - 2016 - Champion d'Australie sur route |  |

### Résultats sur les grands tours

#### Tour d'Italie
4 participations
- 2010 : abandon (13e étape)
- 2012 : abandon (20e étape)
- 2013 : non-partant (14e étape)
- 2016 : 156e et dernier

### Classements mondiaux
| Année                                 | 2008 | 2009 | 2010 | 2011 | 2012 | 2013 | 2014 | 2015 | 2016 |
| ------------------------------------- | ---- | ---- | ---- | ---- | ---- | ---- | ---- | ---- | ---- |
| Calendrier mondial                    |      | nc   | 199e |      |      |      |      |      |      |
| UCI World Tour                        |      |      |      | 218e | nc   | nc   | nc   |      | nc   |
| Classement mondial                    |      |      |      |      |      |      |      |      | 514e |
| UCI Europe Tour                       | 974e | 153e |      |      |      |      |      | nc   | nc   |
| UCI Asia Tour                         | nc   | 103e |      |      |      |      |      | nc   | nc   |
| UCI America Tour                      | nc   | nc   |      |      |      |      |      | 377e | nc   |
| UCI Oceania Tour                      | nc   | nc   |      |      |      |      |      | 27e  | 9e   |
|                                       |      |      |      |      |      |      |      |      |      |
| Légende : nc = non classéSource : UCI |      |      |      |      |      |      |      |      |      |

## Palmarès sur piste

### Jeux olympiques
- Londres 2012
  -  Médaillé d'argent de la poursuite par équipes (avec Glenn O'Shea, Rohan Dennis, Michael Hepburn)
- Rio 2016
  -  Médaillé d'argent de la poursuite par équipes

### Championnats du monde
- Pruszkow 2009
  -  Médaillé d'argent de la poursuite individuelle
  -  Médaillé d'argent de la poursuite par équipes
- Ballerup 2010
  -  Médaillé de bronze de la poursuite individuelle
  -  Champion du monde de poursuite par équipes (avec Cameron Meyer, Michael Hepburn et Rohan Dennis)
- Apeldoorn 2011
  -  Champion du monde de poursuite par équipes (avec Luke Durbridge, Michael Hepburn et Rohan Dennis)
  -  Champion du monde de poursuite individuelle
- Melbourne 2012
  -  Médaillé d'argent de la poursuite par équipes
  -  Médaillé d'argent de la poursuite individuelle
- Saint-Quentin-en-Yvelines 2015
  -  Médaillé d'argent de la poursuite individuelle
  -  Médaillé de bronze de la poursuite par équipes
  - 7e de l'américaine

### Championnats du monde juniors
- 2006
  -  Champion du monde de poursuite par équipes juniors (avec Leigh Howard, Cameron Meyer et Travis Meyer)
- 2007
  -  Champion du monde de poursuite par équipes juniors (avec Leigh Howard, Glenn O'Shea et Travis Meyer)

### Coupe du monde
- 2007-2008 
  - 1er de la poursuite par équipes à Los Angeles (avec Mark Jamieson, Bradley McGee et Peter Dawson)
  - 3e de la poursuite par équipes à Sydney
- 2008-2009 
  - 1er de la poursuite individuelle à Melbourne
  - 1er de la poursuite par équipes à Melbourne (avec Mark Jamieson, Rohan Dennis et Luke Durbridge)
- 2010-2011 
  - 1er de la poursuite par équipes à Melbourne (avec Michael Hepburn, Leigh Howard et Cameron Meyer)
- 2015-2016 
  - 1er de la poursuite par équipes à Cambridge (avec Michael Hepburn, Luke Davison et Alexander Edmondson)

### Jeux du Commonwealth
- New Delhi 2010
  -  Médaillé d'or de la poursuite individuelle
  -  Médaillé d'or de la poursuite par équipes (avec Michael Freiberg, Michael Hepburn et Dale Parker)
- Glasgow 2014
  -  Médaillé d'or de la poursuite individuelle
  -  Médaillé d'or de la poursuite par équipes (avec Luke Davison, Glenn O'Shea et Alexander Edmondson)

### Championnats d'Océanie
| Édition / Épreuve | Poursuite individuelle | Poursuite par équipes                                     |
| 2008              | Or                     | Or (avec Zakkari Dempster, Rohan Dennis et Mark Jamieson) |
| 2010              | Argent                 | Or (avec Michael Hepburn, Leigh Howard et Cameron Meyer)  |

### Jeux océaniens
- 2006
  -  Médaillé de bronze du scratch juniors

### Championnats nationaux
- 2007
  -  Champion d'Australie de l'américaine (avec Glenn O'Shea)
  -  Champion d'Australie de poursuite par équipes juniors (avec Christos Winter, Sean Boule et Rohan Dennis)
  - 2e du championnat d'Australie de scratch juniors
  - 3e du championnat d'Australie de poursuite juniors
- 2009
  -  Champion d'Australie de poursuite
  - 2e du championnat d'Australie de course aux points
  - 2e du championnat d'Australie de scratch
  - 3e du championnat d'Australie de poursuite par équipes
- 2010
  -  Champion d'Australie de poursuite
  -  Champion d'Australie de poursuite par équipes (avec Rohan Dennis, Dale Parker et James Glasspool)
  -  Champion d'Australie de course aux points
  - 2e du championnat d'Australie de l'omnium
- 2011
  -  Champion d'Australie de poursuite (nouveau record du monde en 4 min 10,534 s)
  -  Champion d'Australie de l'américaine (avec Cameron Meyer)
- 2012
  -  Champion d'Australie de course aux points
  -  Champion d'Australie de poursuite par équipes (avec Rohan Dennis, Alexander Edmondson et Glenn O'Shea)
  -  Champion d'Australie du scratch
- 2014
  -  Champion d'Australie de poursuite par équipes (avec Luke Davison, Alexander Edmondson et Glenn O'Shea)
  - 2e du championnat d'Australie de course aux points
- 2015
  - 2e du championnat d'Australie de l'américaine

## Distinction
- Cycliste sur piste australien de l'année en 2011[26]